# Фронцек, Михаэль
Михаэ́ль Фро́нцек (нем. Michael Frontzeck; род. 26 марта 1964, Мёнхенгладбах, Северный Рейн-Вестфалия) — немецкий футболист и футбольный тренер. Играл на позиции защитника. Выступал за сборную Германии.

## Карьера
Начинал заниматься футболом в клубе «Оденкирхен», откуда некоторое время спустя перешёл в мёнхенгладбахскую «Боруссию». В 1982 году стал игроком основной команды. Полноценным игроком основного состава стал в сезоне 1983/84. Дебютировал в Бундеслиге 13 августа 1983 года в домашнем матче первого тура против дюссельдорфской «Фортуны». Матч закончился вничью 1:1, Михаэль провёл на поле всю встречу. Играл за «Боруссию» в течение семи сезонов, провёл за это время 190 матчей и забил 17 мячей, став одним из лучших крайних защитников своего времени.
В 1989 году перешёл в «Штутгарт», который стал его клубом на пять сезонов. 29 июля 1989 года он дебютировал в составе «швабов» домашнем матче первого тура против «Карлсруэ», который закончился победой со счётом 2:0. В 1992 году стал чемпионом Германии вместе со «Штутгартом». Всего за швабов провёл 163 матча и забил 16 мячей.
В 1994 году перешёл в «Бохум», где отыграл один сезон. В 1995 году вернулся в «Боруссию», но за первый круг чемпионата 1995/96 провёл всего восемь матчей и поэтому, получив предложение от «Манчестер Сити», сразу же принял его. За «Сити» играл недолго, лишь окончание сезона 1995/96 и начало сезона 1996/97. Зимой 1997 года решил вернуться в Бундеслигу и стал игроком «Фрайбурга». 21 февраля 1997 года дебютировал за свой новый клуб в домашнем матче 19-го тура против «Гамбурга», который был проигран со счётом 0:4. Михаэль вышел в основном составе и на 47-й минуте был заменён другим Михаэлем — Вагнером. Всего за «Фрайбург» играл в течение двух лет, проведя за это время 61 матч и трижды отличившись.
Во время зимнего перерыва чемпионата 1998/99 вернулся доигрывать в Мёнхенгладбах. В то время Михаэлю уже было 35 лет. За последние в своей карьере полтора сезона провёл 40 матчей и сумел один раз отличиться.

## Карьера в сборной
Провёл 19 матчей за сборную Германии. Дебютировал в ней он 12 сентября 1984 года в домашнем товарищеском матче с командой Аргентины, который закончился поражением бундестим со счётом 1:3. Михаэль провёл тогда на поле весь матч. Вместе со сборной Фронцек стал серебряным призёром чемпионата Европы 1992 года.

## Тренерская карьера
Сразу после окончания игровой карьеры Михаэлю было предложено стать помощником главного тренера «Боруссии». На этой должности он пробыл три года, после чего покинул команду вслед за главным тренером Эвальдом Линеном. С 2004 по 2005 годы был на аналогичной должности в «Ганновере» по приглашению всё того же Линена.
В 2006 году к нему с предложением стать главным тренером обратилась «Алеманния», и он возглавил этот клуб.
В декабре 2007 года было объявлено, что Михаэль станет главным тренером «Арминии». Это произошло после того, как Эрнст Миддендорп, бывший главным тренером, был отправлен в отставку, а исполняющий обязанности главного тренера Детлев Даммайер не смог полноценно тренировать команду. Контракт с ним был подписан до 2010 года, но 17 мая, после разгромного поражения от дортмундской «Боруссии» со счётом 0:6, был уволен.
3 июня 2009 года Михаэль стал главным тренером мёнхенгладбахской «Боруссии», своего родного клуба. Он подписал двухлетний контракт до 2011 года. 13 февраля 2011 года уволен с поста главного тренера «Боруссии» за неудовлетворительные результаты клуба (последнее 18-е место после 22-го тура чемпионата Германии 2010/11).
20 апреля 2015 года Фронцек возглавил «Ганновер 96», сменив Тайфуна Коркута и подписав контракт до конца сезона. По итогам сезона Фронцек спас «Ганновер» от вылета и продлил контракт с клубом на два года. 21 декабря 2015 года Михаэль ушёл с поста главного тренера «Ганновера».

## Достижения
«Боруссия» (М)
- Финалист Кубка Германии: 1983/84

«Штутгарт»
- Чемпион Германии: 1991/92

Сборная Германии
- Серебряный призёр чемпионата Европы: 1992